# Paraconophyma nana
Paraconophyma nana är en insektsart som beskrevs av Popov, G.B. 1951. Paraconophyma nana ingår i släktet Paraconophyma och familjen gräshoppor. Inga underarter finns listade i Catalogue of Life.